# هولتسکیرش
هولتسکیرش (به آلمانی: Holzkirch) یک شهر در آلمان است که در الب-دانو-کریس واقع شده‌است. هولتسکیرش ۲۷۳ نفر جمعیت دارد.